# Ромейн Брукс
Беатрис Ромейн Годард, известна като Ромейн Брукс, е американска художничка, представителка на символизма. Занимава се предимно с портретна живопис. Става популярна с използването на разнообразни модели – мъже и жени, непознати, бедни, аристократи. Характерни за нея са образите на жени, облечени в мъжки дрехи, включително автопортрета ѝ от 1923 г. Нейният активен творчески период приключва през 1925 г., рисува рядко след това, като след Втората световна война създава само една творба.

## Биография
Родена е в Рим на 1 май 1874 г. и е най-малкото от три деца. Дядото по майчина линия е милтимилионер, но въпреки това тя има тежко детство. Майка ѝ упражнява психически и физически тормоз спрямо нея, и е сравнително нестабилна психически, а брат ѝ е душевно болен и умствено изостанал и тя често трябва да се грижи за него. Родителите ѝ се развеждат и майка ѝ я изоставя на бедно семейство в Ню Йорк, след като обещава да плаща издръжка. След като учи няколко години в пансион, през 1893 г. се мести сама в Париж. След като успява да принуди майка си да плаща мизерна издръжка, тя взима уроци по пеене и пее известно време в кабаре. Връща се в Рим, за да учи изобразително изкуство.
През 1899 г. наема студио в най-бедната част на Капри. За този период е нетипично и необичайно жени да рисуват голи модели. В класа е единствената сред мъже, а според днешните разбирания е подложена на сексуален тормоз – състудент оставя на стола ѝ книга с подчертани пасажи порнография, тя го удря по лицето с нея и след това повече не я закачат.
През 1901 г. брат ѝ умира, а майка ѝ – около една година по-късно, съсипана от мъка и усложнен диабет. След всички тези събития Брукс наследява огромен имот, оставен от дядо ѝ. През 1902 г. тя се жени за хомосексуалиста пианист Джон Елингам Брукс. Двамата съпрузи са в непрекъснати кавги, раздори и ожесточени спорове, което води до развод.
Прави първата си самостоятелна изложба през 1910 г., което затвърдява нейния образ на творец. На следващата година Ромейн Брукс се среща с руската актриса и балерина Ида Рубинщайн, която е символ на Бел Епок. Рускинята е влюбена в портретистката и има желанието да купи ферма в провинцията, където да живеят двете, но този начин на живот определено не е по вкуса на художничката и двете се разделят през 1914 г. Рубинщайн обаче остава една от големите музи в творчеството ѝ, наречена „крехка и хермафродитна красота“.
В периода на Първата световна война тя се запознава с Натали Клифърд Барни – най-важната личност в живота ѝ. Натали е поетеса, изгнаничка в Париж и полигамна – докато се вижда с Брукс, има дългогодишна връзка с Елизабет дьо Грамон, както и няколко други недълготрайни връзки. Художничката също има други връзки по времето, когато е с поетесата. Въпреки всичко връзката между двете продължава повече от 50 години.
След Втората световна война тя категорично отказва да се върне към рисуването и живота на художничка в Париж с Натали Барни. Ромейн Брукс предпочита усамотението и оставя любимата си да се занимава с представянето на старите ѝ творби. Около 1960 г. е почти напълно забравена. Става параноичка, мисли, че ослепява, след като прекарва седмици в полутъмна стая. Започва да си въобразява, че някой се опитва да открадне картините ѝ. Мисли, че шофьорът ѝ се опитва да я отрови. Предупреждава Барни да не ляга на пейките в градината ѝ, защото дърветата изсмукват силите.
Умира на 7 декември 1970 г. в Ница, на 96 години. Една година преди това спира да комуникира с Натали Барни и не я допуска в дома си.